# Alois Nossek
Alois Josef Nossek (ur. 1893, zm. ?) – zbrodniarz nazistowski, członek załogi niemieckiego obozu koncentracyjnego Dachau. SS-Unterscharführer.
Volksdeutscher czechosłowacki. Członek Schutzstaffel od 1939 i Waffen-SS od kwietnia 1940. Od kwietnia 1940 do kwietnia 1945 pełnił służbę w obozie głównym Dachau jako strażnik i urzędnik administracji obozowej. W procesie załogi Dachau (US vs. Josef Pfaller i inni), który odbył się 11 grudnia 1946 przed amerykańskim Trybunałem Wojskowym w Dachau, skazany został na 2,5 roku pozbawienia wolności.